# Astrapia
Genre
Astrapia est un genre d'oiseaux traditionnellement classé dans la famille des Paradiséidés (famille des paradisiers ou oiseaux de paradis).

## Répartition
Le genre est endémique de la chaîne Centrale, ainsi que des montagnes de la péninsule de Doberai et de Huon.

## Liste des espèces
D'après la classification de référence du Congrès ornithologique international (ordre phylogénique) :
- Paradisier à gorge noire — Astrapia nigra (Gmelin, 1788)
- Paradisier splendide — Astrapia splendidissima Rothschild, 1895
- Paradisier à rubans — Astrapia mayeri Stonor, 1939
- Paradisier de Stéphanie — Astrapia stephaniae (Finsch & A.B. Meyer, 1885)
- Paradisier de Rothschild — Astrapia rothschildi Foerster, 1906